# Champlan
Champlan ist eine französische Gemeinde mit 2.606 Einwohnern (Stand: 1. Januar 2022) im Département Essonne in der Region Île-de-France. Sie gehört zum Arrondissement Palaiseau und zum Kanton Longjumeau. Die Einwohner werden Champlanais genannt.

## Geographie
Champlan liegt etwa 18 Kilometer südwestlich von Paris in der Landschaft Hurepoix am Fluss Yvette. Champlan wird umgeben von den Nachbargemeinden Massy im Norden, Chilly-Mazarin im Nordosten, Longjumeau im Osten und Südosten, Saulx-les-Chartreux im Süden, Villebon-sur-Yvette im Südwesten sowie Palaiseau im Westen.
Durch die Gemeinde führt die Autoroute A10 (bzw. die Querverbindung Autoroute A126) sowie die Route nationale 188 und die Route nationale 20.

## Bevölkerungsentwicklung
| Jahr      | 1962 | 1968 | 1975 | 1982 | 1990 | 1999 | 2006 | 2011 | 2019 |
| Einwohner | 1607 | 1859 | 2421 | 2446 | 2491 | 2458 | 2439 | 2667 | 2778 |

## Sehenswürdigkeiten
- Kirche Saint-Germain aus dem 12. Jahrhundert, wiedererrichtet im 13. Jahrhundert
- Residenz Chamillart-Gravelin mit Park
- Residenz Brunet-Debladis
- ehemaliges Waschhaus

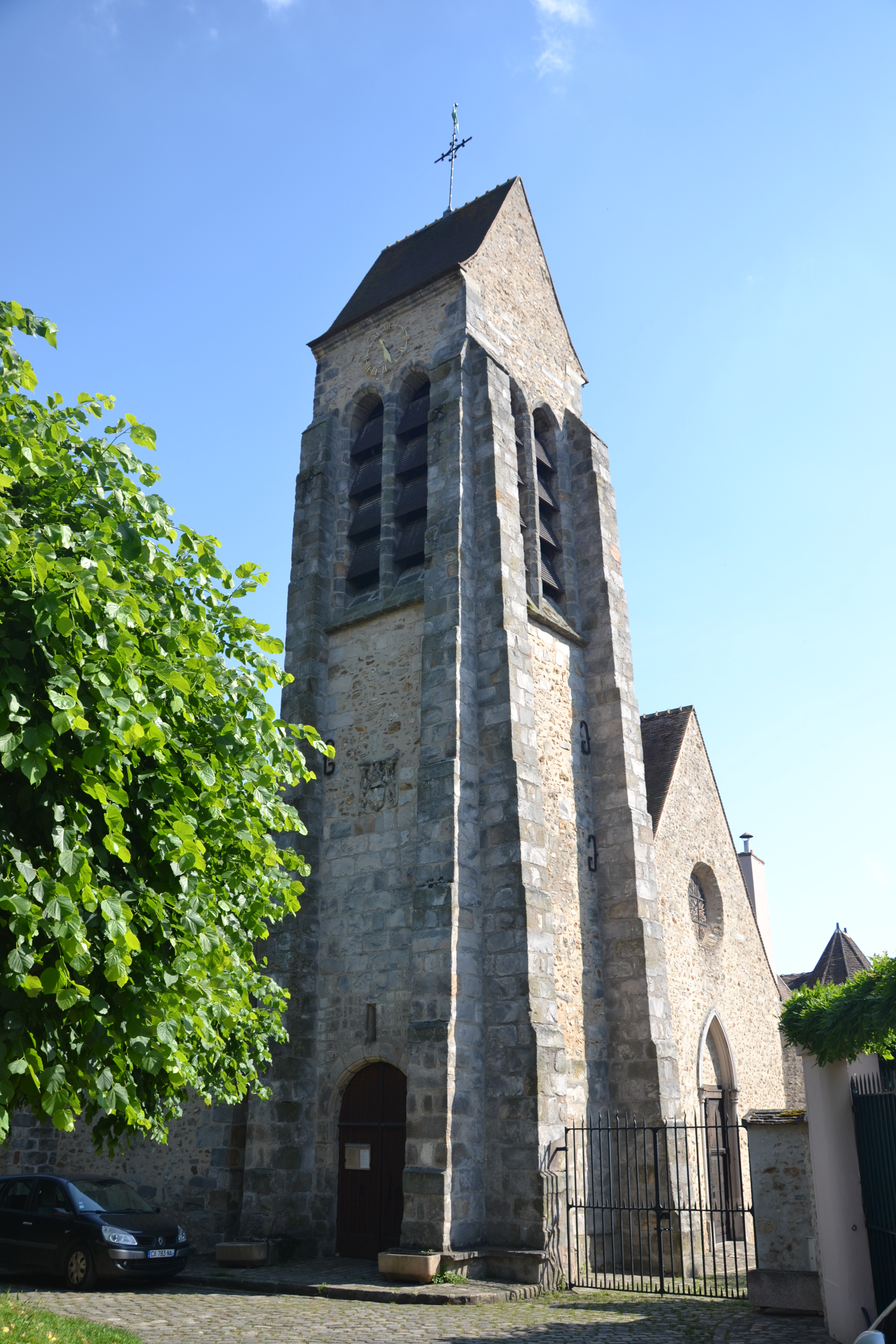
Kirche Saint-Germain
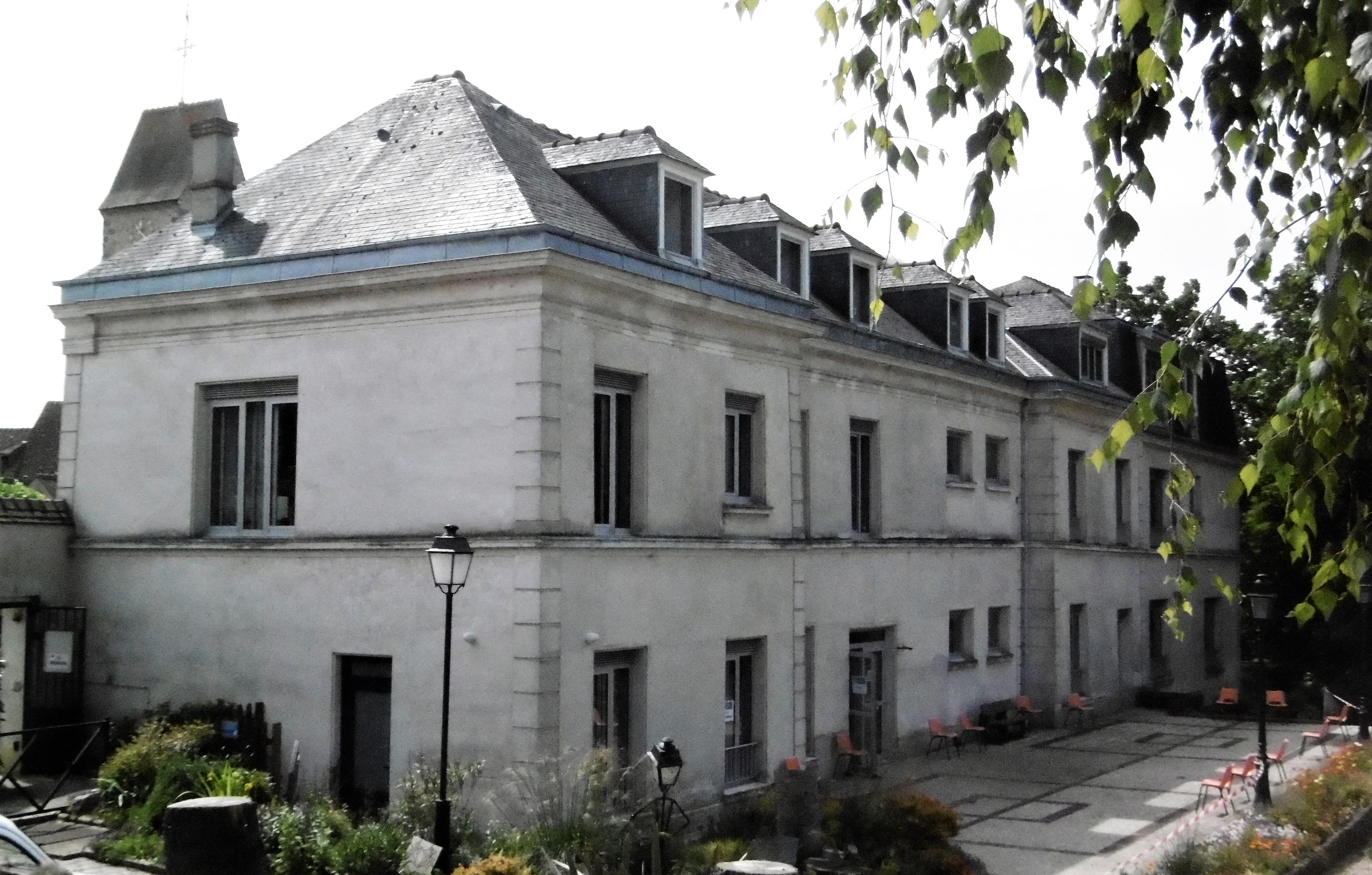
Residenz Chamillart-Gravelin
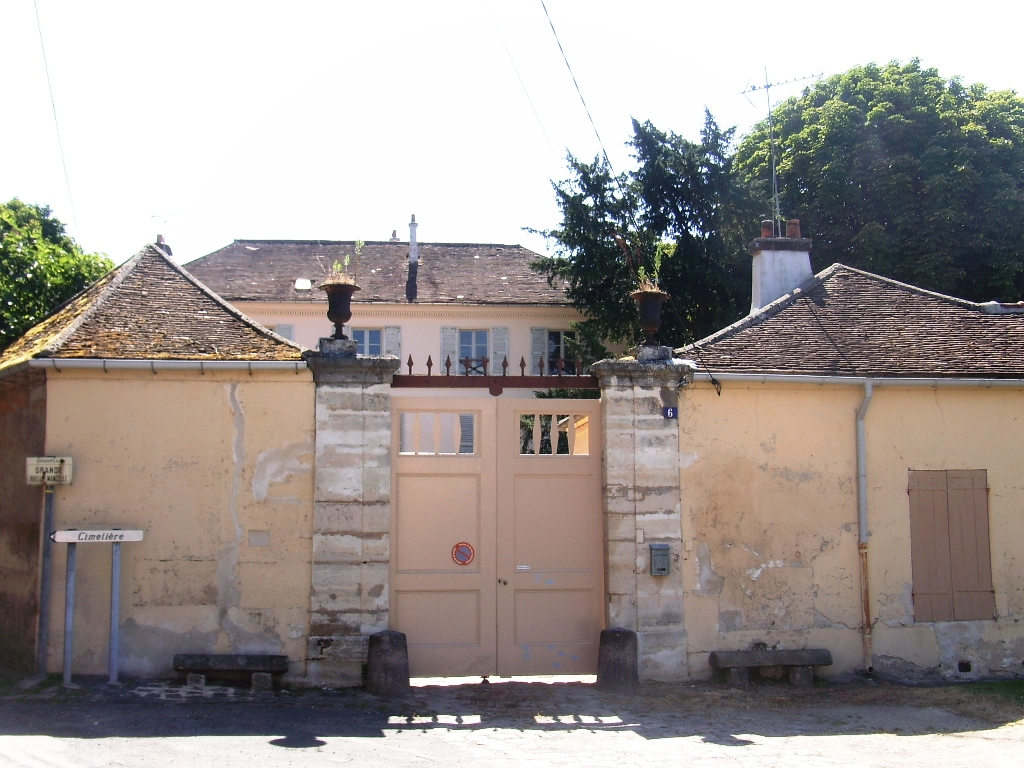
Residenz Brunet-Debladis
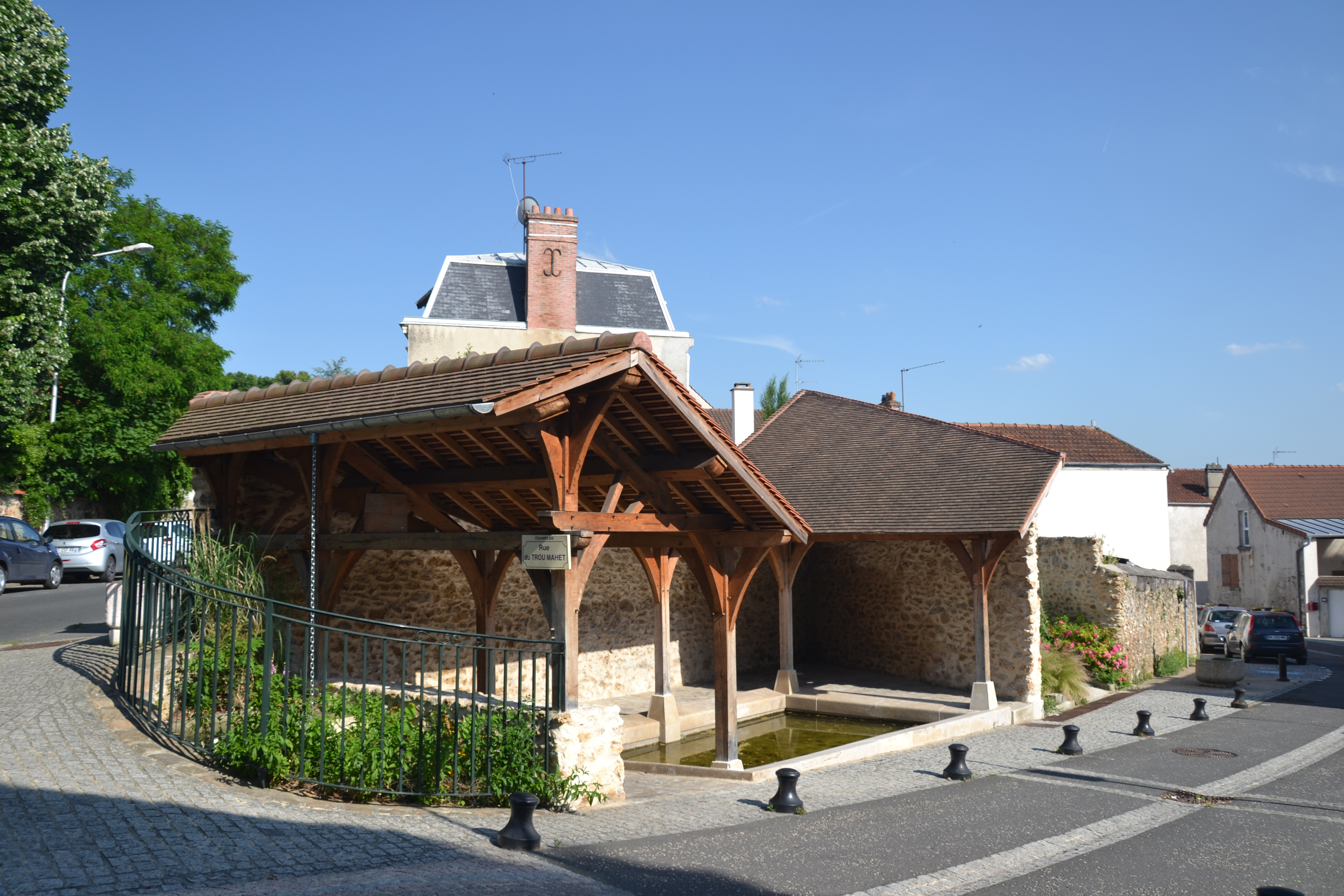
Ehemaliges Waschhaus
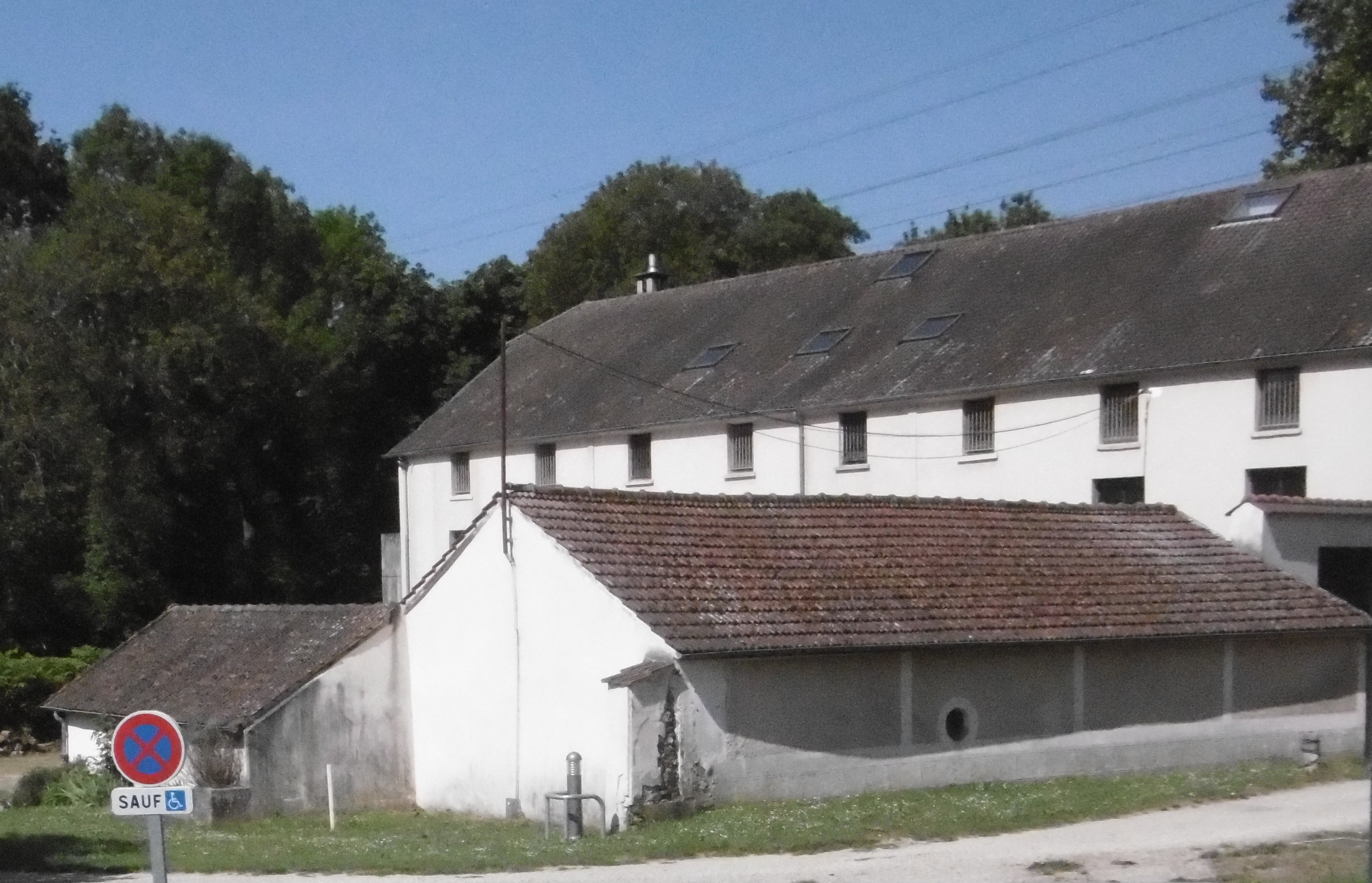
Wassermühle
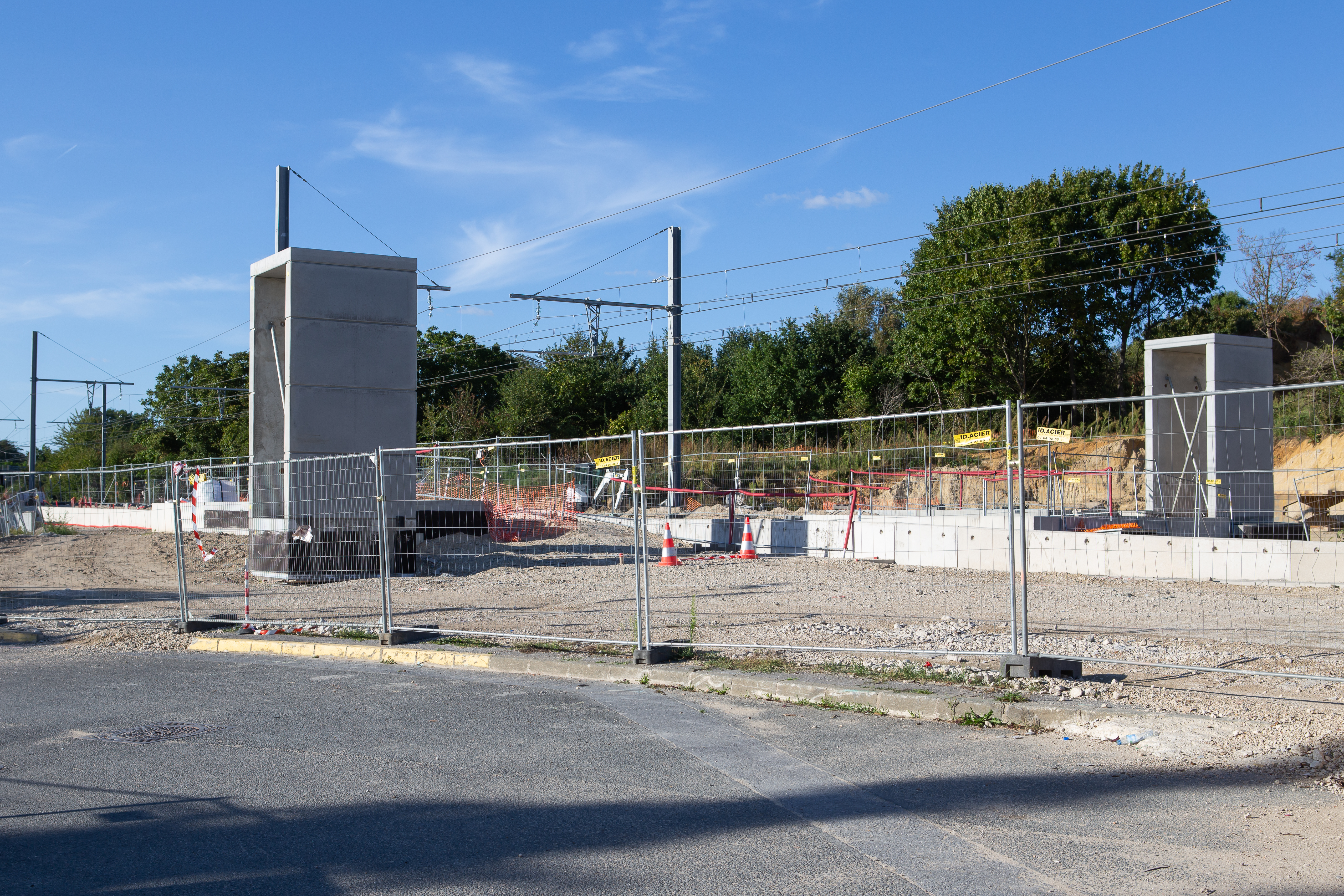
Baustelle des neuen Bahnhofes

## Persönlichkeiten
- Louis V. Joseph de Bourbon, prince de Condé (1736–1818), Herzog, Herr über Champlan